# Кормильцев, Николай Викторович
Никола́й Ви́кторович Корми́льцев (род. 14 марта 1946 года, город Омск, Омская область) — российский военачальник, генерал армии (2003).

## Военная служба в СССР
В Советской Армии с 1965 года. Окончил Омское высшее общевойсковое командное училище имени М. В. Фрунзе в 1969 году. С июля 1969 года командовал мотострелковым взводом, с декабря 1969 — мотострелковой ротой, с сентября 1971 года — мотострелковым батальоном, с июля 1972 года был заместителем командира мотострелкового полка в Группе советских войск в Германии, Среднеазиатском военном округе, Забайкальском военном округе.
В 1978 году окончил Военную академию имени М. В. Фрунзе. С июня 1978 года — командир мотострелкового полка. С ноября 1981 года — заместитель командира, а с сентября 1985 года — командир мотострелковой дивизии. Участвовал в Афганской войне. После возвращения из Афганистана — начальник окружного учебного центра Сибирского военного округа в Омске.
В 1990 году окончил Военную академию Генерального штаба Вооружённых сил СССР. С июля 1990 года командовал 36-м армейским корпусом в Туркестанском военном округе, с июня 1992 года — командующий 52-й армией, с мая 1993 — командующий 5-й общевойсковой армией в Дальневосточном военном округе.

## Военная служба в России
С ноября 1994 года — первый заместитель командующего войсками Забайкальского военного округа. С сентября 1996 года — командующий войсками Забайкальского военного округа. Когда в декабре 1998 года путём объединения Сибирского военного округа и Забайкальского военного округа был создан объединённый Сибирский военный округ с штабом в Чите, генерал-полковник Н. В. Кормильцев был назначен командующим войсками этого округа.
Был одним из немногих генералов Вооружённых сил России, заявлявших об ошибочности принятого в 1997 году решения об упразднении Главного командования Сухопутных войск. В своём округе Кормильцев сохранил прежнюю систему боевой подготовки сухопутных войск и неоднократно публично заявлял о необходимости возрождения их Главкомата. В марте 2001 года было принято решение о возрождении Главного командования сухопутных войск, а Н. В. Кормильцев 28 марта 2001 года был назначен главнокомандующим Сухопутными войсками Российской Федерации — заместителем Министра обороны Российской Федерации. Воинское звание генерала армии присвоено указом Президента Российской Федерации от 11 июня 2003 года.
В октябре 2004 года подал рапорт об увольнении в запас из-за несогласия с министром обороны и начальником Генерального штаба Вооружённых сил Российской Федерации с очередной реорганизацией структуры Вооружённых сил РФ. Рапорт был удовлетворён.

## Награды
- Орден «За заслуги перед Отечеством» IV степени (2001)
- Орден «За военные заслуги» (1996)
- Орден Почёта (Россия) (2004)
- Орден Красной Звезды (1982)
- Орден «За службу Родине в Вооруженных Силах СССР» III степени
- медали
- наградное оружие

## Сочинения
- Кормильцев Н. В. Главное командование Сухопутных войск: история и современность // Военно-исторический журнал. — 2005. — № 7. — С. 3—8; № 8. — С. 15—19.